# فولاد تپه شماره ۱
فولاد تپه شماره ۱ مربوط به دوره اشکانیان - دوره ساسانیان است و در شهرستان کبودرآهنگ، بخش مرکز ی، دهستان سبزدشت، ۱ کیلومتری شرق روستای عین آباد واقع شده و این اثر در تاریخ ۳۰ بهمن ۱۳۸۶ با شمارهٔ ثبت ۲۱۱۸۱ به‌عنوان یکی از آثار ملی ایران به ثبت رسیده است.